# Kärntner Wirtschaftsförderungsgesetz
Das Kärntner Wirtschaftsförderungsgesetz (K-WFG) ist ein Gesetz des österreichischen Bundeslands Kärnten. Es hat das Ziel, die Wettbewerbsfähigkeit der Kärntner Wirtschaft zu fördern.

## Aufgaben
Die im K-WFG definierten Aufgaben sind:
- Förderung der Kärntner Wirtschaft zur Hebung der Leistungskraft und Stärkung der Wettbewerbsfähigkeit von Betrieben
- Unterstützung bei der Gründung und beim Ausbau von Unternehmen
- Forcierung von Hightech- und Leitprojekten
- Das Setzen von Impulsen, Förderung von Wachstum, Sicherung und Schaffung von Arbeitsplätzen
- Das Leisten eines wesentlichen Beitrages zur Verbesserung der Innovationsfähigkeit von Klein- und Mittelunternehmen (KMU)
- Unterstützung der betrieblichen und überbetrieblichen Unternehmensentwicklung
- Unterstützung von Maßnahmen der regionalen Entwicklung, die nicht auf Gewinn orientiert sind (Infrastrukturmaßnahmen)
- Förderung von Maßnahmen und Vorhaben zur Verbesserung der Qualität im Tourismus
- Das Eingehen von Beteiligungen an Gesellschaften, die der Wirtschaftsförderung dienen

## Fonds
Die Einrichtung des Landes Kärnten zur Wirtschaftsförderung gemäß dem K-WFG ist ein Fonds des öffentlichen Rechts, der Kärntner Wirtschaftsförderungsfonds (KWF). Dieser Fonds erfüllt die im K-WFG definierten Aufgaben. Er entscheidet unabhängig und weisungsfrei. Der Fonds wurde im April 1993 auf Basis des Kärntner Wirtschaftsförderungsgesetzes gegründet.
SPÖ, ÖVP, FPÖ, Team Kärnten, Wirtschaftskammer und Arbeiterkammer nominieren für die Dauer der Gesetzgebungsperiode des Kärntner Landtags je einen Vertreter des KWF-Kuratoriums. Die im Landtag vertretenen Parteien haben das Vorschlagsrecht, die Mitglieder werden von der Landesregierung bestellt.